# Nick Sirianni
Nick Sirianni (Jamestown, 15 giugno 1981) è un allenatore di football americano statunitense che svolge il ruolo di capo-allenatore dei Philadelphia Eagles della National Football League (NFL).

## Carriera

### Assistente allenatore
Sirianni, nato in una famiglia di origine italiana per la precisione della Calabria, zona del Reventino, iniziò la sua esperienza nella NFL come allenatore del controllo della qualità dell'attacco dei Kansas City Chiefs. Lì svolse anche il ruolo di assistente allenatore dei quarterback e di allenatore dei wide receiver. Nel 2013 passò ai San Diego Chargers come allenatore del controllo qualità dell'attacco. Dal 2018 al 2020 fu coordinatore offensivo degli Indianapolis Colts.

### Philadelphia Eagles
Il 24 gennaio 2021 Sirianni fu assunto come capo-allenatore dei Philadelphia Eagles dopo il licenziamento di Doug Pederson. Due mesi dopo la squadra scambiò il quarterback Carson Wentz, scegliendo come titolare Jalen Hurts. La prima stagione di Sirianni si chiuse con un record di 9-8 e la qualificazione ai playoff, dove gli Eagles furono eliminati al primo turno dai Tampa Bay Buccaneers.
Nel 2022 gli Eagles ebbero il miglior record della NFL a pari merito, vincendo la propria division. Nei playoff batterono i New York Giants e i San Francisco 49ers, qualificandosi per il Super Bowl LVII.

## Palmarès
- Super Bowl : 1

Philadelphia Eagles: LIX
- National Football Conference Championship: 2

Philadelphia Eagles: 2022, 2024
- NFC East division: 2

Philadelphia Eagles: 2022, 2024

## Record come capo-allenatore
| Squadra | Anno   | Stagione regolare | Stagione regolare | Stagione regolare | Stagione regolare | Stagione regolare | Playoff | Playoff | Playoff                                                         |
| Squadra | Anno   | Vinte             | Perse             | Pari              | %                 | Posizione         | Vinte   | Perse   | Risultato                                                       |
| ------- | ------ | ----------------- | ----------------- | ----------------- | ----------------- | ----------------- | ------- | ------- | --------------------------------------------------------------- |
| PHI     | 2021   | 9                 | 8                 | 0                 | .529              | 2º nella NFC East | 0       | 1       | Sconfitta nell'NFC Wild Card Game contro i Tampa Bay Buccaneers |
| PHI     | 2022   | 14                | 3                 | 0                 | .824              | 1º nella NFC East | 2       | 0       | Perse il Super Bowl contro i Kansas City Chiefs                 |
| PHI     | 2023   | 11                | 6                 | 0                 | .647              | 2º nella NFC East | 0       | 1       | Sconfitta nell'NFC Wild Card Game contro i Tampa Bay Buccaneers |
| PHI     | 2024   | 14                | 3                 | 0                 | .824              | 1º nella NFC East | 4       | 0       | Vittoria nel Super Bowl LIX contro i Kansas City Chiefs         |
| Totale  | Totale | 48                | 20                | 0                 | .706              |                   | 6       | 2       |                                                                 |